# Jan Steigert
Jan Steigert (geb. 1968 in Karlsruhe) ist ein deutscher Bühnen- und Kostümbildner.

## Leben
Jan Steigert absolvierte von 1992 bis 1996 ein Studium der Theater-, Film- und Fernsehwissenschaften in Bochum, währenddessen er ab 1992 auch am Schauspielhaus Bochum, an der Deutschen Oper am Rhein und am Staatstheater Karlsruhe hospitierte.
Von 1997 bis 2000 war er Assistent des Bühnenbildner Stefan Meyer am Schauspielhaus Bochum. Dabei arbeitete er für Regisseure wie Jürgen Kruse, Christof Nel, Dimiter Gotscheff und Peter Stein. Seit 2000 wirkt er freischaffend.
Mit den Regisseuren Torsten Krug, Martina Eitner-Acheampong und Amina Gusner arbeitet er regelmäßig, so am Grillo-Theater Essen, am Centraltheater Leipzig und am Staatstheater Braunschweig.
Er entwirft zudem seit vielen Jahren Bühnenbilder für André Bückers Inszenierungen. Am Anhaltischen Theater Dessau und am Nationaltheater Mannheim schuf er die Bühnenbilder für Die Stumme von Portici, Der Ring des Nibelungen, Mutter Courage und ihre Kinder, The Beggar's Opera und La Wally am Landestheater Niederbayern in Passau.
Am Theater Augsburg entwarf er 2017 das Bühnenbild zu Peer Gynt und 2018 zu La forza del destino.

## Inszenierungen (Auswahl)
- 2012: Ungehorsam! Eine Untersuchung nach Ibsens Ein Volksfeind; Neues Theater Halle
- 2014: Max und Moritz; Anhaltisches Theater Dessau
- 2017: Peer Gynt; Theater Augsburg
- 2018: La forza del destino; Theater Augsburg